# 斯里兰卡佛教
佛教是斯里兰卡的最重要宗教 ，主要是南傳上座部佛教，斯里蘭卡也是南傳上座部佛教的中心地之一，佛教徒约佔斯里兰卡人口的70％。

## 历史

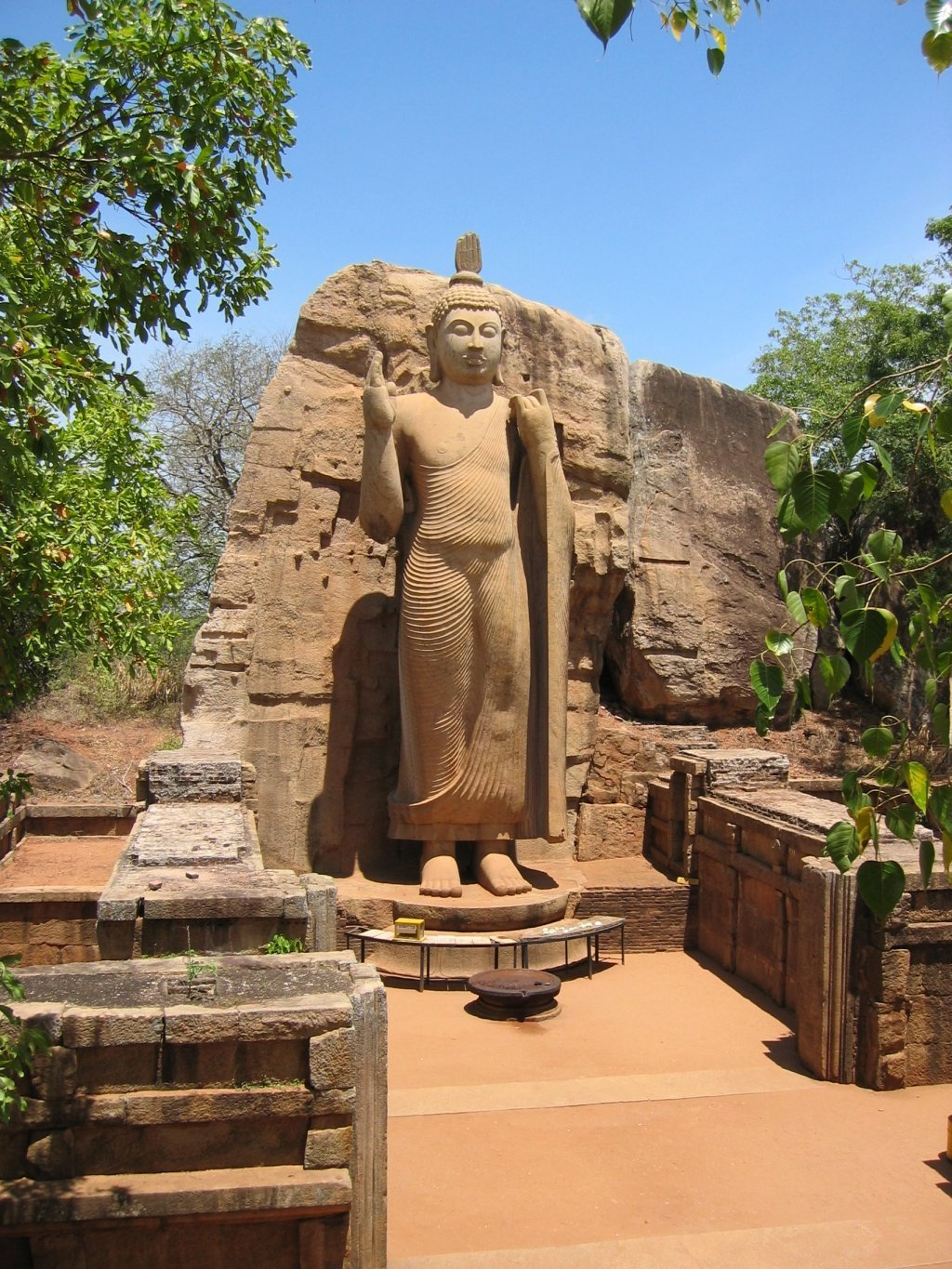
斯里兰卡的阿华卡纳佛像

据斯里兰卡的传统编年史（如《岛史》、《大史》）记载，在公元前2世纪，阿育王之子摩哂陀比丘將佛教传入斯里兰卡，并在斯里兰卡天爱帝须王的统治下广为弘扬。在此期间，一棵菩提树苗被带到斯里兰卡，首批寺院也相应建立。大约公元前30年，此前一直作为口头传统传承的《巴利文大藏经》，也在斯里兰卡首次进行书面化。斯里蘭卡佛教最重要的特征是曾分為保守的上座部大寺住派（摩诃毗诃罗住派），和更開放的大眾部無畏山寺住派（阿跋耶祇釐毘訶羅）。上座部即傳承至現代的南傳上座部佛教，長期在斯里蘭卡乃至東南亞地區佔據主導地位；而大眾部則發展為大乘佛教，北傳至漢地、藏地等。
斯里兰卡拥有比其他佛教国家更为持续的佛教历史。在公元2世纪中，僧伽正统一直得以传承。在衰退时期，斯里兰卡寺院凭借通过与缅甸和泰国的联系，得以恢复僧伽制度。在大乘佛教影响，以及殖民主义的统治下，斯里兰卡的上座部佛教受到巨大挑战，尤其受到英國殖民者的破壞和打壓。但在19世纪，维系了两千余年的上座部传统仍旧得以存续和复兴。
公元410年，中国东晋高僧法显由南印度搭乘海舶到达狮子国（即斯里兰卡），并在此住二年，求得《弥沙塞律》、《长阿含经》、《杂阿含经》和《杂藏》。中国唐朝，义朗法师、明远、灵运、窥冲、慧琰、无行禅师、高丽僧玄游等都到此求经学习。

## 基督教传教士和殖民主义
从16世纪起，基督教传教士和葡萄牙、荷兰、英国的殖民者曾试图將斯里兰卡基督教化，受到佛教徒的反抗。在19世纪末，一项全国性的佛教运动爆发，由基督教牧师与佛教高僧瞿那难陀尊者进行辩论。这场辩论的高峰即是著名的帕讷杜勒辩论，瞿那难陀尊者最终在辩论中获胜。这场胜利极大地鼓舞了斯里兰卡人民的民族自豪感和对本国文化的自信。神智学会创办人之一的亨利·奥尔科特正是因为在美国看到了记录这场辩论的小册子之后决定前往斯里兰卡，并且在斯里兰卡佛教复兴运动中发挥了重要作用。

## 佛教僧侣宗派

斯里兰卡佛教徒分布图。源自2001年数据，斜体字部分为1981数据。

不同的斯里兰卡佛教僧侣教派被称为尼伽耶，各派在教义上没有差别。三个主要部派分别为：
- 暹罗派，在18世纪由优波离法师成立。其由斯里兰卡康提王国基尔提拉贾辛哈国王邀请。
- 阿马拉布拉派，18世纪末创立。
- 拉曼拉派，于1864年创立。